# Andy González (zapaśnik)
Andy González – kubański zapaśnik walczący w stylu wolnym. Srebrny medalista mistrzostw panamerykańskich w 2008 roku.